# ジェシー・プレモンス
ジェシー・ロン・プレモンス（Jesse Lon Plemons, 1988年4月2日 - ）は、アメリカ合衆国の俳優。ファンからの愛称はメス・デイモン（詳細は後述）。

## キャリア
2012年のポール・トーマス・アンダーソン監督作『ザ・マスター』でフィリップ・シーモア・ホフマン演じる新興宗教の教祖の息子役を演じた。
2015年、テレビシリーズ『FARGO/ファーゴ』の2シーズンでメインキャストの一人を演じた。
2016年、映画『母が教えてくれたこと』では主人公のデヴィッド・マルカヒー役を務めた。
2017年、Netflixのドラマシリーズ『ブラックミラー』の1エピソード「宇宙船カリスター号」で主演を務めた。
2021年のジェーン・カンピオン監督作『パワー・オブ・ザ・ドッグ』に出演し、第94回アカデミー賞でアカデミー助演男優賞にノミネートされる。本作には妻のキルスティン・ダンストも出演しており、夫婦揃って同じ年のアカデミー賞にノミネートされる結果となった。

## パブリッシング・イメージ

### マット・デイモンとの関わり
キャリア初期から現在まで、プレモンスは度々「マット・デイモンのそっくりさん」と言われており、デイモンとの類似性とプレモンスの出演作の一つである『ブレイキング・バッド』の劇中で精製される薬品、メスに因んでMeth Damon（メス・デイモン）とファンから呼称されている。なお、プレモンスは2000年の映画『すべての美しい馬』でマット・デイモン演ずる主人公、グレイディの幼少時代の役を演じていた経歴があった。
この「そっくり説」に関してはデイモン本人も公認しており、インタビューでは率直に「間違いなく（自分とプレモンスは）似ている」と語った。前述した『すべての美しい馬』の撮影現場では、プレモンスが現場に来た際、パニック気味に興奮したスタッフ5人がデイモンに『信じられないくらい君にそっくりな子がいるよ』と伝えてきたといい、当のデイモンもプレモンスと初対面の際は「信じられなかった。彼（プレモンス）は僕が子どもの頃よりも僕らしく見えたんだ。僕の11歳の顔は、大人になった僕のようには見えなかった。でも彼は完全に僕そのものだった。本当に奇妙な体験だった」と感動を語り、デイモンは当時11歳だったプレモンスと写真を撮ったという。デイモンと親交のあるベン・アフレックも、プレモンスがデイモンに似ていると指摘し、「声も似てるし、しぐさも似てる」と語っている。
なお、デイモンはプレモンスに関して「彼は素晴らしい俳優で、見ていて感動する」「彼と似ていることを誇りに思う」と俳優としてのプレモンスを絶賛している。
現在53歳のデイモンと36歳のプレモンスには17歳の年齢差があるが、デイモンはプレモンスとの将来の共演に意欲を見せている。
プレモンス本人もなおインタビューで、デイモンとの類似性について、「彼と比較されるのは間違いなく嬉しいし、光栄」と話していた。

## 私生活

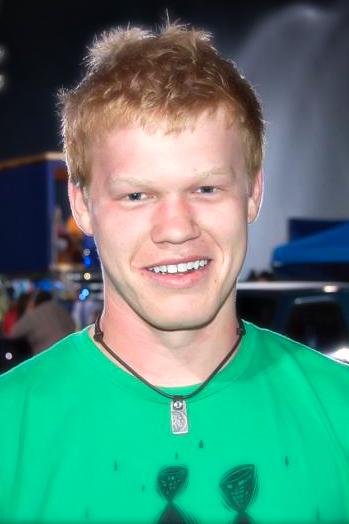
2007年2月のプレモンス

2017年、『FARGO/ファーゴ』で夫婦を演じたキルスティン・ダンストと婚約した。2017年12月に妻の妊娠を公表し、2018年5月、第1子が誕生、さらに2021年5月、第2子が誕生した。

## フィルモグラフィ

### 映画
| 年   | 題名                                                                         | 役名                           | 備考                               | 日本語吹替 |
| ---- | ---------------------------------------------------------------------------- | ------------------------------ | ---------------------------------- | ---------- |
| 1998 | Finding North                                                                | Hobo                           |                                    | N/A        |
| 1999 | バーシティ・ブルース Varsity Blues                                           | トミー・ハーバー               |                                    |            |
| 2000 | すべての美しい馬 All the Pretty Horses                                       | 幼少時代のグレイディ           |                                    |            |
| 2002 | Children on Their Birthdays                                                  | Preacher Star                  |                                    | N/A        |
| 2002 | ロスト・キッズ Like Mike                                                     | Ox                             |                                    | 喜田あゆ美 |
| 2003 | Expert Witness                                                               |                                | テレビ映画                         | N/A        |
| 2003 | When Zachary Beaver Came to Town                                             | Jay, the Trailer Bully         |                                    | N/A        |
| 2003 | The Failures                                                                 | Boe                            |                                    | N/A        |
| 2008 | The Flyboys                                                                  | Bully #1                       |                                    | N/A        |
| 2009 | オブザーブ・アンド・レポート Observe and Report                              | チャールズ                     |                                    | 吹替版なし |
| 2009 | 精神科医ヘンリー・カーターの憂鬱 Shrink                                      | Jesus                          |                                    | 吹替版なし |
| 2010 | Happiness Runs                                                               | Chad                           |                                    | N/A        |
| 2010 | Meeting Spencer                                                              | Spencer West                   |                                    | N/A        |
| 2011 | 宇宙人ポール Paul                                                            | ジェイク                       |                                    | 長谷川俊介 |
| 2012 | ザ・マスター The Master                                                      | ヴァル・ドッド                 |                                    | 烏丸祐一   |
| 2012 | バトルシップ Battleship                                                      | ジミー・“オーディ”・オード     |                                    | 佐藤せつじ |
| 2014 | ミッション・ワイルド The Homesman                                            | ガーン・サワーズ               | 日本劇場未公開                     | 櫻井慎二朗 |
| 2015 | ブラック・スキャンダル Black Mass                                            | ケヴィン・ウィークス           |                                    | 荒井勇樹   |
| 2015 | 疑惑のチャンピオン The Program                                               | フロイド・ランディス           |                                    | 竹内栄治   |
| 2015 | ブリッジ・オブ・スパイ Bridge of Spies                                       | ジョー・マーフィ               |                                    | 新城健     |
| 2016 | 母が教えてくれたこと Other People                                            | デヴィッド・マルカヒー         | 主演                               | 石上裕一   |
| 2017 | ザ・ディスカバリー The Discovery                                             | トビー・ハーバー               |                                    | 岡哲也     |
| 2017 | バリー・シール/アメリカをはめた男 American Made                              | ダウニング保安官               |                                    | 中村章吾   |
| 2017 | 荒野の誓い Hostiles                                                          | ルディ・キダー少尉             |                                    | 不明       |
| 2017 | ペンタゴン・ペーパーズ/最高機密文書 The Post                                 | ロジャー・クラーク             |                                    | 梶川翔平   |
| 2018 | ゲーム・ナイト Game Night                                                    | ゲイリー・キングスバリー       |                                    | 吹替版なし |
| 2018 | バイス Vice                                                                  | カート / ナレーター            |                                    | 山本兼平   |
| 2019 | アイリッシュマン The Irishman                                                | チャッキー・オブライエン       | Netflix配信、限定劇場公開          | 前田一世   |
| 2019 | エルカミーノ: ブレイキング・バッド THE MOVIE El Camino: A Breaking Bad Movie | トッド・アルキスト             | Netflix配信、AMC放送、限定劇場公開 | 虎島貴明   |
| 2020 | もう終わりにしよう。 I'm Thinking of Ending Things                           | ジェイク                       | Netflix配信                        | 吹替版なし |
| 2021 | ユダ&ブラック・メシア 裏切りの代償 Judas and the Black Messiah               | ロイ・ミッチェル特別捜査官     |                                    | 丸山壮史   |
| 2021 | ジャングル・クルーズ Jungle Cruise                                           | ヨアヒム王子                   |                                    | 小森創介   |
| 2021 | パワー・オブ・ザ・ドッグ The Power of the Dog                                | ジョージ・バーバンク           | Netflix配信、限定劇場公開          | 前田一世   |
| 2021 | アントラーズ Antlers                                                         | ポール・メドウズ保安官         | 日本劇場未公開                     | 小森創介   |
| 2022 | 運命のイタズラ Windfall                                                      | CEO                            | 兼製作 Netflix配信                 | 前田一世   |
| 2023 | キラーズ・オブ・ザ・フラワームーン Killers of the Flower Moon                | トム・ホワイト                 |                                    | 前田一世   |
| 2024 | シビル・ウォー アメリカ最後の日 Civil War                                    | 赤サングラスの兵士             | クレジットなし                     |            |
| 2024 | 憐れみの3章 Kinds of Kindness                                                | ロバート ダニエル アンドリュー |                                    | 吹替版なし |
| 2025 | Bugonia                                                                      |                                | 撮影中                             |            |
| 2026 | The Hunger Games: Sunrise on the Reaping                                     | プルターク・ヘヴンズビー       |                                    |            |

### テレビシリーズ
| 年        | 題名                                                                 | 役名                   | 備考                                                                          | 日本語吹替 |
| --------- | -------------------------------------------------------------------- | ---------------------- | ----------------------------------------------------------------------------- | ---------- |
| 2000      | 炎のテキサス・レンジャー Walker, Texas Ranger                        | Russell, Jr.           | 第8シーズン第20話「リトル・サイゴン」                                         |            |
| 2001      | サブリナ Sabrina, the Teenage Witch                                  | Bigger Kid             | 第6シーズン第1話「バンパイアは私だ」                                          |            |
| 2001      | 堕ちた弁護士 -ニック・フォーリン- The Guardian                       | Lawrence Neal          | 第1シーズン第3話「真実の重荷」                                                |            |
| 2003      | Judging Amy                                                          | James Franklin         | 第4シーズン第23話「Marry, Marry Quite Contrary」                              | N/A        |
| 2003      | 弁護士ジャック・ターナー The Lyon's Den                              | レイ・フェリス         | 第1シーズン第2話「憎しみの代償」                                              |            |
| 2004      | CSI:科学捜査班 CSI: Crime Scene Investigation                        | Owen Durbin            | 第5シーズン第2話「凶暴な躾け」                                                |            |
| 2004      | HUFF〜ドクターは中年症候群 Huff                                      | Dawson James           | 第1シーズン第8話「後遺症」                                                    |            |
| 2006      | NCIS 〜ネイビー犯罪捜査班 NCIS: Naval Criminal Investigative Service | Jason Geckler          | 第3シーズン第13話「海軍少佐誘拐の謎」                                         |            |
| 2006      | グレイズ・アナトミー 恋の解剖学 Grey's Anatomy                       | ジェイク・バートン     | 第2シーズン第18話「大人になれない大人たち」                                   |            |
| 2006-2011 | Friday Night Lights                                                  | Landry Clarke          | 計65話出演                                                                    | N/A        |
| 2008      | Fear Itself                                                          | Lemmon                 | 第1シーズン第1話「The Sacrifice」                                             | N/A        |
| 2009      | コールドケース 迷宮事件簿 Cold Case                                  | Ryan Stewart           | 第6シーズン第22話「士官候補生 -前編-」 第6シーズン第23話「士官候補生 -後編-」 |            |
| 2011      | Childrens Hospital                                                   | Jesse                  | 第3シーズン第7話「Father's Day」                                              | N/A        |
| 2012      | Bent                                                                 | Gary                   | 計6話出演                                                                     | N/A        |
| 2012-2013 | ブレイキング・バッド Breaking Bad                                    | トッド・アルキスト     | 計11話出演                                                                    | 虎島貴明   |
| 2014      | オリーヴ・キタリッジ Olive Kitteridge                                | ジェリー・マッカーシー | 計2話出演                                                                     | 吹替版なし |
| 2015      | FARGO/ファーゴ Fargo                                                 | エド・ブロムキスト     | 計10話出演                                                                    | 丸山壮史   |
| 2017      | No Activity                                                          | Angus                  | 計8話出演                                                                     | N/A        |
| 2017      | ブラック・ミラー Black Mirror                                        | ロバート・デイリー     | 第4シーズンエピソード1「宇宙船カリスター号」                                  | 新田英人   |
| 2023      | ラブ&デス Love & Death                                               | アラン・ゴア           | ミニシリーズ                                                                  |            |
| 2025      | ゼロデイ Zero Day                                                    | ロジャー               | ミニシリーズ                                                                  | 佐藤友啓   |